# Operacija PBSUCCESS
Operacija PBSUCCESS bila je prikrivena operacija američke Središnje obavještajne agencije u Gvatemali iz lipnja 1954. godine, kojom je svrgnuta demokratski izabrana vlada socijaldemokrata Jacoba Arbenza, a na vlast je postavljen bivši vojni časnik Carlos Castillo Armas.

## Kontekst
Ključan čimbenik u pokretanju državnoga udara bilo je američko poduzeće United Fruit Company, koje je u Gvatemali upravljalo ogromnim plantažama banana. Ono je, osim što je imalo monopol nad izvozom banana, imalo u vlasništvu i gvatemalski telefonski, telegrafski sustav i većinu željeznica, čime je zapravo djelovalo kao „država u državi”. Izuzev toga, UFC je imala odlične veze unutar Bijele kuće preko tadašnjega državnoga tajnika Johna Fostera Dullesa i njegova brata Allena (tadašnjega ravnatelja CIA-e), gdje je lobirala kada bi njezini interesi došli u sukob s potezima gvatemalske vlade. Jedan takav potez bila je Arbenzova „Odredba 900”, kojim je htio neobrađenu zemlju dati gvatemalskim seljacima bez zemlje. Godišnja zarada UFC-a dvaput je premašivala državni proračun Gvatemale. Donošenjem nekoliko uredaba u korist gvatemalskih poljoprivrednika, a na štetu UFC-a, tvrtka je pokrenula Arbenzovo klevetanje u američkim medijima, prikazujući ga kao kripto-komunista.

## Prevrat
Radi pokretanja udara CIA je materijalno i oružjem opskrbila bivšega vojnoga časnika Carlosa Castilla Armasa. Iako su Armasove snage brojile svega 150 ljudi, CIA je blokirala gvatemalske radijske signale, a zatim pomoću svoje radijske stanice koja je širila lažne vijesti o odvijanju invazije širokih razmjera. Uključeni su i američki piloti koji su bombardirali ključne točke u prijestolnici zemlje. Armas je pokrenuo invaziju 17. lipnja 1954. a već 27. lipnja, predsjednik Arbenz je zbog spretno vođena psihološkoga rata podnio ostavku i pobjegao iz Gvatemale.

## Epilog
Arbenzovom ostavkom, održani su izbori u kojima je Armas kao jedini kandidat pobijedio, nakon čega je dokinuo „Odredbu 900” i vodio čvrstu protukomunističku politiku. Arbenzovi pristaše završili su po zatvorima, te su osnovani protukomunistički odbori kojima su se mogli prijavljivati ljudi za koje se sumnjalo da su komunisti. S druge strane, CIA je obrazac postupanja u Gvatemali kasnije pokušala neuspješno primijeniti u slučaju Kube, u Zaljevu svinja. Iduća tri desetljeća Gvatemalom su upravljale različite vojne diktature, tijekom čega je država prošla kroz tridesetogodišnji građanski rat i genocid nad narodom Maya.  U ožujku 1999., nakon što su otkriveni dokumeti koji povezuju SAD s vladajućim režimima u državi, američki predsjednik Bill Clinton uputio je ispriku gvatemalskoj vladi.